# Attico Inacio Chassot
Attico Inacio Chassot (Estação Jacuí, 6 de novembro de 1939) é um professor de Química, mestre em Educação e doutor em Ciências Humanas brasileiro. Nasceu em Estação Jacuí (freguesia de Restinga Seca, então distrito de Cachoeira do Sul, no estado do Rio Grande do Sul), descendente paterno de agricultores suíços francófonos e materno de alemães estabelecidos no Vale do Caí no início do século XIX. Atua como professor desde Março de 1961.

## Formação
Licenciou-se em Química em 1965. Obteve os títulos de Mestre em Educação, em 1976, e Doutor em Ciências Humanas, em 1994. Da graduação ao doutoramento, foi aluno da Universidade Federal do Rio Grande do Sul (UFRGS).
Em 2002, concluiu os estudos de pós-doutoramento na Universidade Complutense de Madrid.

## Carreira

### Universidade
Foi professor da PUC-RS, da ULBRA, da Faculdade Portoalegrense, da Unisinos (onde coordenou o Programa de Pós-Graduação em Educação), da UniLasalle, da URI e do Centro Universitário Metodista - IPA e da Universidade Federal do Rio Grande do Sul (UFRGS).
No exterior, atuou como Professor Visitante da Universidade de Aalborg, na Dinamarca, e da Universidade Nacional de Lanús, na Argentina. Também foi orientador em regime de co-tutela na Universidade Lumière Lyon II, na França
Atualmente leciona, pesquisa e orienta doutorandos da Rede Amazônica Ensino de Ciência (REAMEC). É também Professor Visitante Sênior do Programa de Pós-Graduação em Educação em Ciências e Matemática da Universidade Federal do Sul e Sudeste do Pará (UNIFESSPA).

### Educação Básica
Além do ensino superior, Attico Chassot também lecionou na Educação Básica em escolas públicas e privadas, como o Colégio Estadual Antônio Jacob Renner, em Montenegro; Colégio São José e Instituto Estadual de Educação Professor Pedro Schneider, em São Leopoldo; e Colégio Concórdia, Colégio Israelita Brasileiro e Colégio Estadual Júlio de Castilhos, em Porto Alegre.
Chassot ainda ministrou aulas em cursos pré-vestibulares como IPV, Arquimedes e CAFDR.

## Trabalho como palestrante
Como palestrante e ministrante de cursos, Chassot já esteve presente em todos os estados do Brasil, além de alguns países do exterior. Suas publicações notórias incluem: A ciência através dos tempos (Moderna, 1994); Alfabetização científica: questões e desafios para a educação (EdUNIJUÍ, 2000); Educação conSciência (2003, EdUNISC). Para que(m) é útil o ensino? (UNIJUÍ, 1995); A Ciência é masculina? (EdUNISINOS 2003); Sete escritos sobre Educação e Ciências (Cortez, 2008); Memórias de um professor: hologramas desde um trem misto (Editora Unijuí, 2012); e Das disciplinas à Indisciplina (Editora Appris, 2016).

## Pena Libertária
Em 2019 recebeu a láurea Pena Libertária (outorgada pelo Sinpro/RS) como o Educador do ano.

## Produção bibliográfica
- Análise de desempenho em provas de química e física (1976)  — São Paulo: Fundação Carlos Chagas
- A educação no ensino de Química. (1990) — Ijuí: Editora Unijuí
- Catalisando transformações na Educação. (1993) — Ijuí: Editora Unijuí
- A ciência através dos tempos. (1994) — São Paulo: Moderna
- Para que(m) é útil o ensino?. (1995) — Ijuí: Editora Unijuí
- Ciência, ética e cultura na educação (1998)  — São Leopoldo: Editora Unisinos
- Um diálogo com as ciências da terra. (1999) — São Leopoldo: Editora Unisinos
- Alfabetização Cientifica: questões e desafios para educação. (2000) — Ijuí: Editora Unijuí
- A Ciência é masculina? É sim, senhora! (2003) — São Leopoldo: Editora Unisinos
- Educação conSciência (2003)  — Santa Cruz do Sul: Edunisc
- Sete escritos sobre educação e ciência (2008)  — São Paulo: Cortez
- Estimulação Precoce: Uma Narrativa de Vida(s) (2012)  — Porto Alegre: Editora Universitária Metodista IPA
- Memórias de um professor: hologramas desde um trem misto. (2012) — Ijuí: Editora Unijuí
- Ensino de Ciências: Pontos e Contrapontos. (2013) — São Paulo: Summus
- Das Disciplinas à indisciplina. (2016) — Curitiba: Appris
- Saberes que sabem à Extensão Universitária (2019)  — Jundiaí: Paco Editorial